# تاتا استیل بی‌اس‌ال
تاتا استیل بی‌اس‌ال (انگلیسی: Tata Steel BSL) شرکت فولاد هندی است، که در سال ۱۹۸۷ تأسیس شد.